# Le avventure di Huckleberry Finn (film 1939)
Le avventure di Huckleberry Finn (The Adventures of Huckleberry Finn) è un film del 1939 diretto da Richard Thorpe e interpretato da Mickey Rooney.
Tratto dal romanzo Le avventure di Huckleberry Finn di Mark Twain, il film descrive attraverso le avventure del giovane protagonista la vita di fine Ottocento sul grande fiume. È il secondo adattamento sonoro del romanzo, dopo la versione del 1931 diretta da Norman Taurog. Con Mickey Rooney, allora diciottenne star di Hollywood, si torna alla pratica di affidare la parte di "Huckleberry Finn" ad un giovane attore di aspetto adolescenziale (come lo era stato Robert Gordon nel 1917-18), piuttosto che ad un attore bambino (come Lewis Sargent nel 1920 o Junior Durkin nel 1931). Per concentrare tutta l'attenzione sulla star protagonista, si omette il personaggio di "Tom Sawyer" che del romanzo di Mark Twain è coprotagonista.
Rispetto alla versione del 1931, tornano ad essere presenti le implicazioni sociali della vicenda (legate al tema della schiavitù) anche se l'accento rimane sugli aspetti comici e burleschi. Anche il personaggio di "Jim", interpretato da Rex Ingram, per quanto rappresentato secondo gli stereotipi del tempo, è reso secondo modalità meno caricaturali.
La Metro-Goldwyn-Mayer, produttrice del film, ne fece un remake nel 1960, con protagonisti Eddie Hodges (Huck) e Archie Moore (Jim).

## Trama
Huck Finn, irritato dagli obblighi imposti dalla "civiltà" come andare la scuola e indossare le scarpe, ha intenzione di scappare. L'arrivo del padre abusivo fa precipitare la situazione; Huck si unisce a Jim, schiavo in fuga verso la libertà e insieme scendono lungo il Mississippi, dove sono raggiunti da due simpatici mascalzoni, che li coinvolgono in una serie di avventure. Alla fine tutto si risolve per il meglio per i due fuggitivi.

## Produzione
Il film fu prodotto dalla Metro-Goldwyn-Mayer.

## Distribuzione
Distribuito dalla Metro-Goldwyn-Mayer, uscì nelle sale cinematografiche statunitensi il 10 febbraio 1939 e quindi internazionalmente..